# Медаль «В память 200-летия Полтавской битвы»
Медаль «В память 200-летия Полтавской битвы» — государственная награда, юбилейная медаль Российской империи.

## Основные сведения
«В память 200-летия Полтавской битвы» — это юбилейная медаль Российской империи для награждения военнослужащих и некоторых других категорий граждан. Учреждена 17 июня 1909 года по указу императора Николая II в ознаменование празднования двухсотлетнего юбилея Полтавской битвы.

## Порядок вручения
Право на медаль имели следующие категории граждан:
- Все военные чины и гражданские чиновники, состоящие на службе в воинских частях, которые участвовали в Полтавской битве и к 1909 году сохранили то название, которое имели в 1709 году.
- Генералы, штаб- и обер-офицеры, ранее служившие офицерами в частях, которые участвовали в Полтавской битве и к 1909 году сохранили название, которое имели в 1709 году, при условии приобретения медали за свой счёт.
- Все военные чины, гражданские чиновники военного ведомства и кадеты, принимавшие участие в параде в Полтаве в день празднования 200-летия Полтавской победы.
- Все официальные представители на торжествах в Полтаве, как военные, так и гражданские;
- Организаторы юбилейных празднеств[~ 1].
- Все прямые потомки мужского пола генералов и командиров отдельных частей, участвовавших в Полтавской битве.

## Описание медали
Медаль сделана из светлой бронзы, по некоторым данным, меньшая часть тиража была позолочена. Диаметр 28 мм. На лицевой стороне медали изображено лицо Петра I в профиль. На оборотной стороне располагаются надписи. В верхней части медали дугой расположена надпись «ПОЛТАВА». Основную площадь занимает горизонтальная надпись славянским шрифтом в шесть строк (цитата из приказа Петра I, отданного во время Полтавской битвы:
А О ПЕТРѢ
ВЕДАЙТЕ, ЧТО
ЖИЗНЬ ЕМУ НЕ
ДОРОГА - ЖИЛА
БЫ ТОЛЬКО
РОССІѦ.
Выше этой надписи дата «1709», ниже «1909».
Существовало множество вариантов медали, что связано с тем, что допускалось изготовление медали частными мастерскими. Эти варианты отличались от основного тиража, главным образом, деталями изображения. Основной тираж был изготовлен на Санкт-Петербургском монетном дворе в 1909—1910 годах. Автор рисунка медали — Антон Фёдорович Васютинский.

## Порядок ношения
Медаль имела ушко для крепления к колодке или ленте. Носить медаль следовало на груди. Лента медали — Андреевская.

## Комментарии
1. ↑  Был издан специальный приказ по военному ведомству, с разъяснением[5], по которому воинские начальники — организаторы празднований в войсковых частях не должны были получать данных медалей